# Nicole Docq
 (mars 2018).
Nicole Docq (Mons, le 22 août 1948) est une femme politique belge, anciennement membre du Parti socialiste.

## Biographie

### Carrière politique
Mandat politique exercé antérieurement ou actuellement
- Députée wallonne et de la Communauté française
- Conseillère communale de Sombreffe